# Juan Manuel Iturbe
Artikeln följer den spanska namnseden; faderns efternamn är Iturbe och moderns efternamn Arévalos.
Juan Manuel Iturbe Arévalos, född 4 juni 1993 i Buenos Aires, är en paraguayansk-argentinsk fotbollsspelare som spelar för Cerro Porteño.
Juan Iturbes mamma är från Paraguay och pappan från Argentina, på så sätt fick han möjligheten att spela för Paraguay. Han spelade för Paraguay i tio år och deltog i 12 A-landskamper, fyra U17- och tre U20-matcher. Han representerade även Argentinas U20-landslag mellan 2011 och 2012.